# Vladimír Balaš
Vladimír Balaš (ur. 20 kwietnia 1959 w Prościejowie) – czeski polityk, prawnik, nauczyciel akademicki i samorządowiec, profesor, deputowany, od 2022 do 2023 minister szkolnictwa, młodzieży i sportu.

## Życiorys

### Wykształcenie i działalność zawodowa
W 1982 ukończył studia prawnicze na Uniwersytecie Karola w Pradze. W pierwszej połowie lat 80. pracował w praskiej prokuraturze. Odbył staże w instytucie państwa i prawa Akademii Nauk ZSRR oraz Haskiej Akademii Prawa Międzynarodowego, był też stypendystą University of Michigan. Był doktorantem w instytucie państwa i prawa Czechosłowackiej Akademii Nauk. W 1990 uzyskał stopień kandydata nauk. Specjalista w zakresie międzynarodowego prawa publicznego, w 2011 został docentem, a w 2022 profesorem.
Pod koniec lat 80. był radcą prawnym w Czechosłowackim Czerwonym Krzyżu. W latach 1991–1993 pełnił funkcję zastępcy dyrektora instytutu państwa i prawa w ČSAV i następnie w Akademii Nauk Republiki Czeskiej. W latach 1994–2002 zajmował stanowisko dyrektora tego instytutu. W 1992 został wiceprzewodniczącym, a w 1999 przewodniczącym ČSMP, czeskiego towarzystwa prawa międzynarodowego. Na czele tej organizacji stał do 2008. Od 1993 do 1999 kierował wydziałem prawa Uniwersytetu Zachodnioczeskiego w Pilźnie. W latach 1993–2000 był kierownikiem katedry prawa międzynarodowego na tej uczelni. W 1993 uzyskał uprawnienia adwokata.
W 2002 został wykładowcą Uniwersytetu Karola, a w 2003 praskiej akademii policyjnej. Działacz instytucji arbitrażowych, powołany na członka Stałego Trybunału Arbitrażowego w Hadze.

### Działalność polityczna
W latach 1994–1998 był radnym miejskim w Pilźnie. Dołączył do ruchu Burmistrzowie i Niezależni, w 2014 uzyskał mandat radnego stołecznej dzielnicy Praga 6. W wyborach parlamentarnych w 2021 uzyskał mandat deputowanego do Izby Poselskiej.
W czerwcu 2022 objął stanowisko ministra szkolnictwa, młodzieży i sportu w rządzie Petra Fiali, zastępując na tej funkcji Petra Gazdíka. Urząd ten sprawował do maja 2023; ustąpił z powodu długotrwałych problemów zdrowotnych wynikających z choroby COVID-19.